# 雙發噴射機

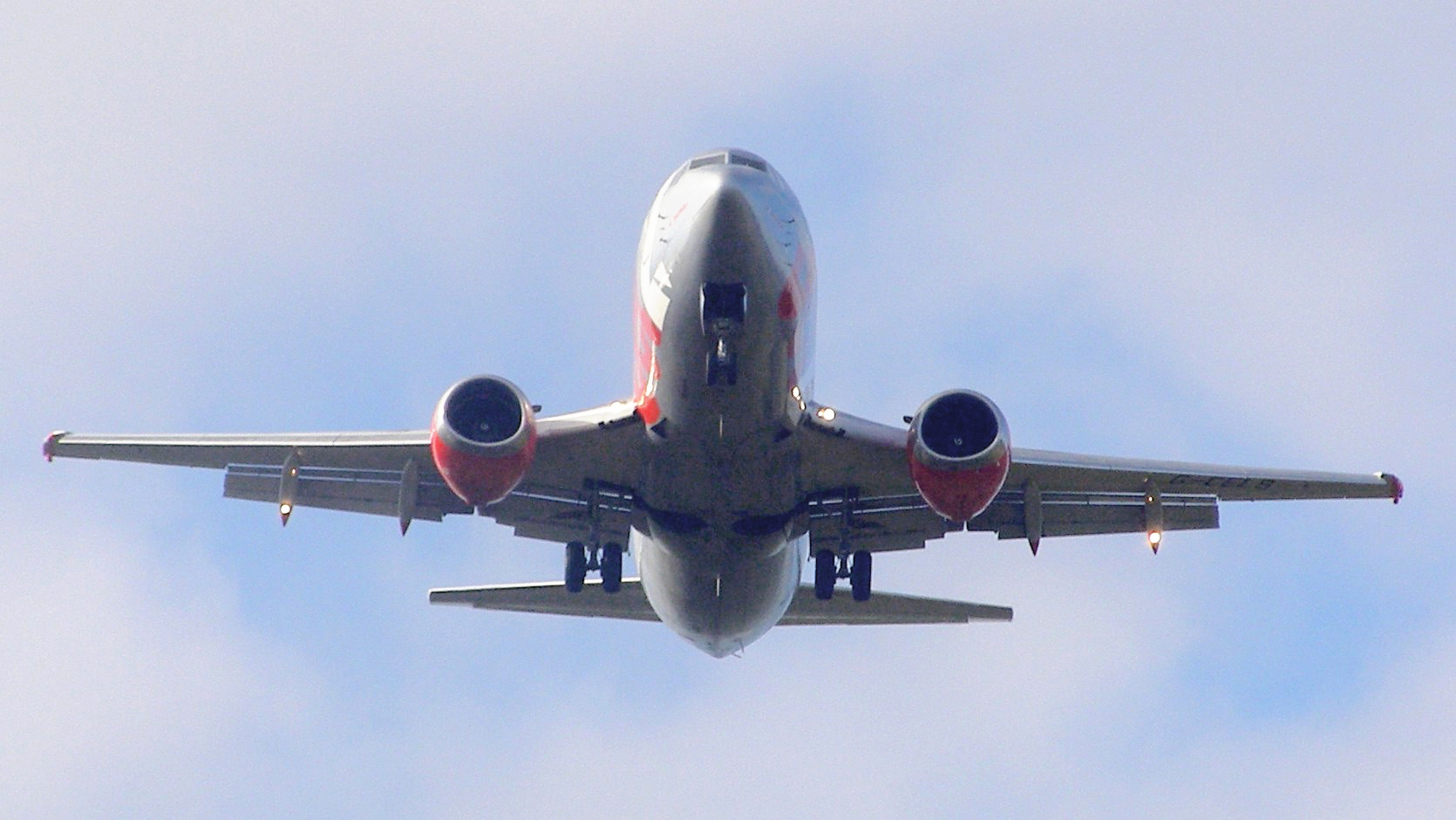
波音737双发客机是最常见的中短途客机之一

雙發噴射機指的是有两台发动机来推动的航空器。由于其应对一侧发动机故障时的良好表现，双发布局的飞行器是现今最常见的飞机布局之一，广泛应用于客机、战斗机等不同机种。